# Dieci colpi di maglio
Con la locuzione Dieci colpi di maglio (o anche "i dieci colpi di Stalin", "le dieci vittorie" o semplicemente "i dieci colpi") si designa nella storiografia sovietica (ed in parte anche in quella occidentale) la serie di grandi offensive sferrate dall'Armata Rossa nel corso dell'anno 1944 durante la seconda guerra mondiale, che inflissero gravi sconfitte alla Wehrmacht tedesca e permisero di liberare la gran parte dei territori sovietici ancora occupati e di penetrare nel cuore dell'Europa orientale, in preparazione dell'attacco finale al Terzo Reich.
L'espressione venne coniata personalmente da Stalin,  a posteriori il 7 novembre 1944, e quindi dopo lo svolgimento delle offensive vittoriose, e venne sfruttata propagandisticamente per sottolineare la grande potenza dell'Armata Rossa e la ineluttabile sconfitta della Germania.

## La Grande Guerra Patriottica nel 1944
Dopo le dure e sanguinose battaglie del 1943, l'anno definito da Stalin del perelom, della "grande svolta", ma anche l'anno della "guerra profonda", un conflitto aspro, logorante, interminabile, la posizione strategica e politico-economica dell'Unione Sovietica era estremamente più favorevole e l'Armata Rossa aveva liberato oltre i due terzi dei territori occupati dalla Wehrmacht nei primi due anni di guerra, dopo aver inflitto una serie di pesanti sconfitte all'esercito tedesco. Stalin e lo Stavka disponevano di forze moderne tecnicamente, superiori numericamente a quelle nemiche, e guidate da generali ormai esperti e capaci. I piani del dittatore e dell'alto comando prevedevano quindi di riprendere le offensive nei vari settori del fronte per completare la sconfitta della Wehrmacht e marciare verso l'Europa centro-orientale.
Fin dal 24 dicembre 1943 l'Armata Rossa era ripartita all'attacco in Ucraina dopo la breve controffensiva tedesca di Žitomir e per il resto del 1944 si sarebbero susseguite le offensive e le vittorie sovietiche, mentre finalmente gli Alleati occidentali aprivano a giugno il secondo fronte.

### Le "dieci vittorie"
I cosiddetti "dieci colpi di Stalin" o le "dieci vittorie" della terminologia adottata da Stalin all'epoca furono:
1) La fine definitiva dell'assedio di Leningrado nel gennaio-febbraio 1944 con la rottura completa del blocco della città da parte delle truppe del maresciallo Leonid Aleksandrovič Govorov, e la ritirata tedesca nei Paesi Baltici.

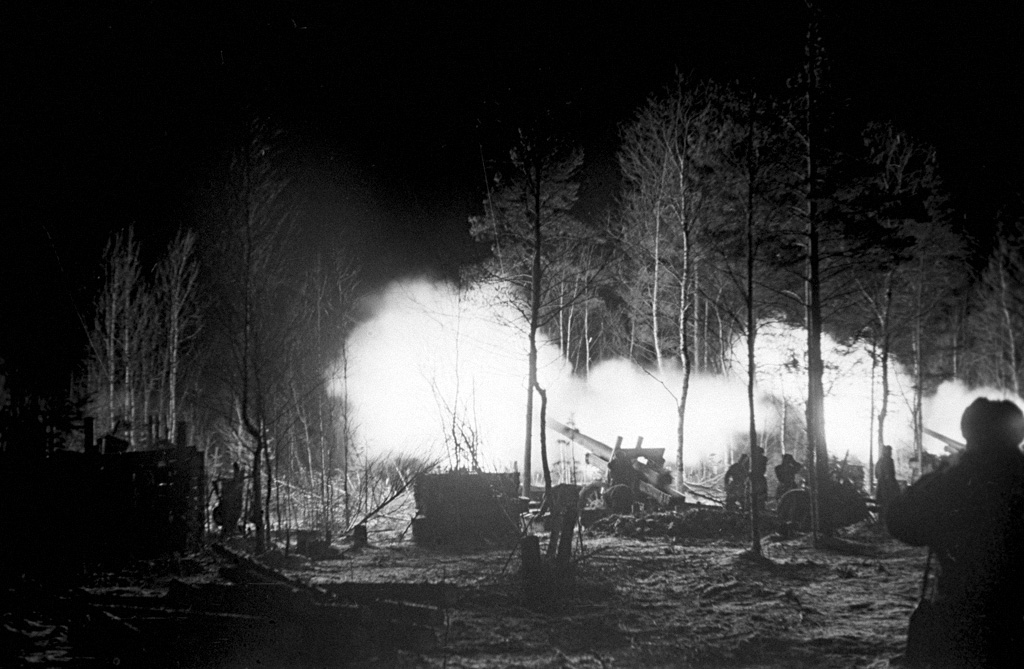
L'artiglieria sovietica in azione sul fronte di Leningrado
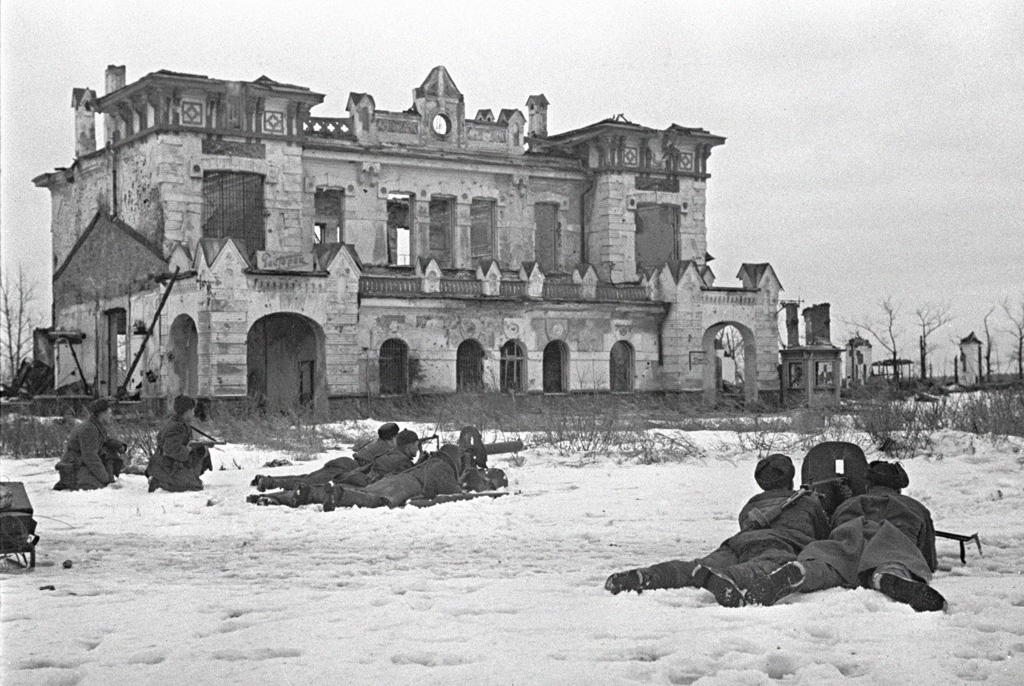
Mitraglieri sovietici in azione nel gennaio 1944 a Puškin

2) La battaglia da dicembre 1943 a aprile 1944, sulla riva destra del Dnepr, con la sanguinosa battaglia della sacca di Korsun e le successive grandi offensive del maresciallo Georgij Žukov e del maresciallo Ivan Konev: l'offensiva Proskurov-Černivci e l'offensiva Uman'-Botoșani, che permisero all'Armata Rossa di liberare tutta l'Ucraina occidentale e raggiungere i confini della Romania e dell'Ungheria.

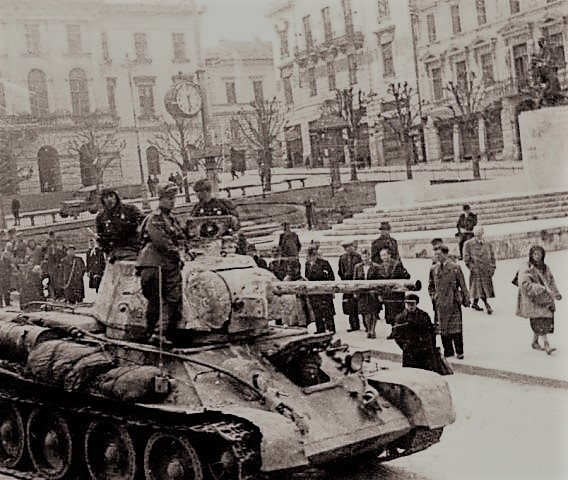
Carro armato sovietico al centro di Černivci
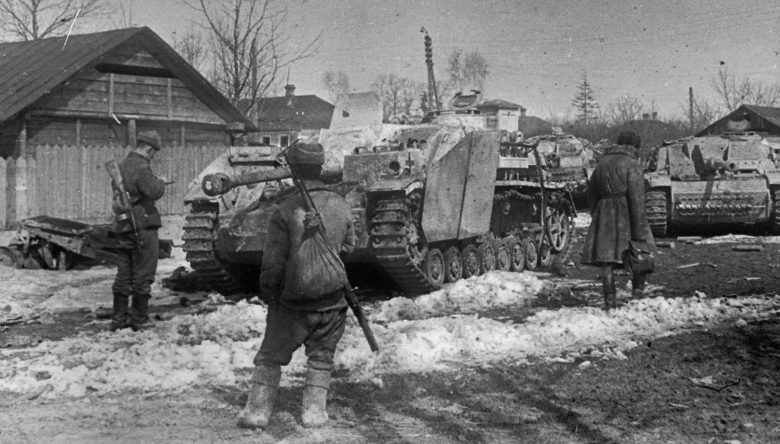
Mezzi corazzati tedeschi distrutti
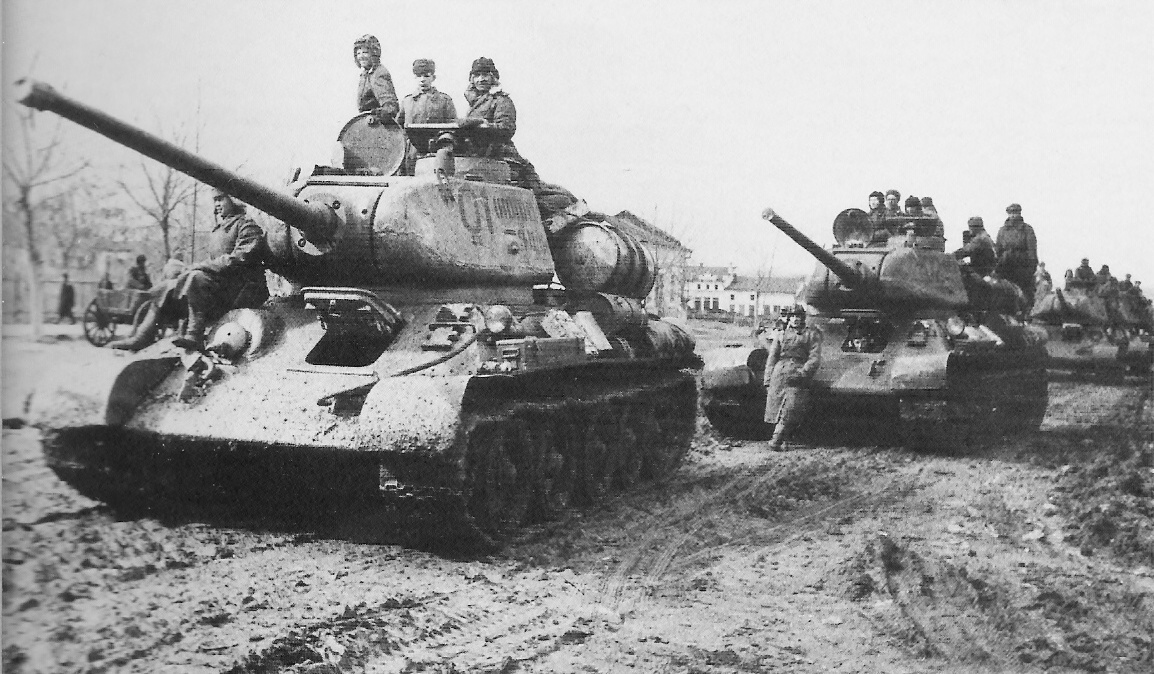
I carri armati sovietici avanzano nel fango

3) L'offensiva di Odessa nell'aprile 1944 che si concluse il 10 aprile con la liberazione della grande città sul Mar Nero da parte delle armate del generale Rodion Malinovskij, e la battaglia di Crimea del aprile-maggio 1944 con la completa liberazione della penisola e la totale sconfitta della 17. Armee tedesca, da parte delle truppe del generale Fëdor Tolbuchin.

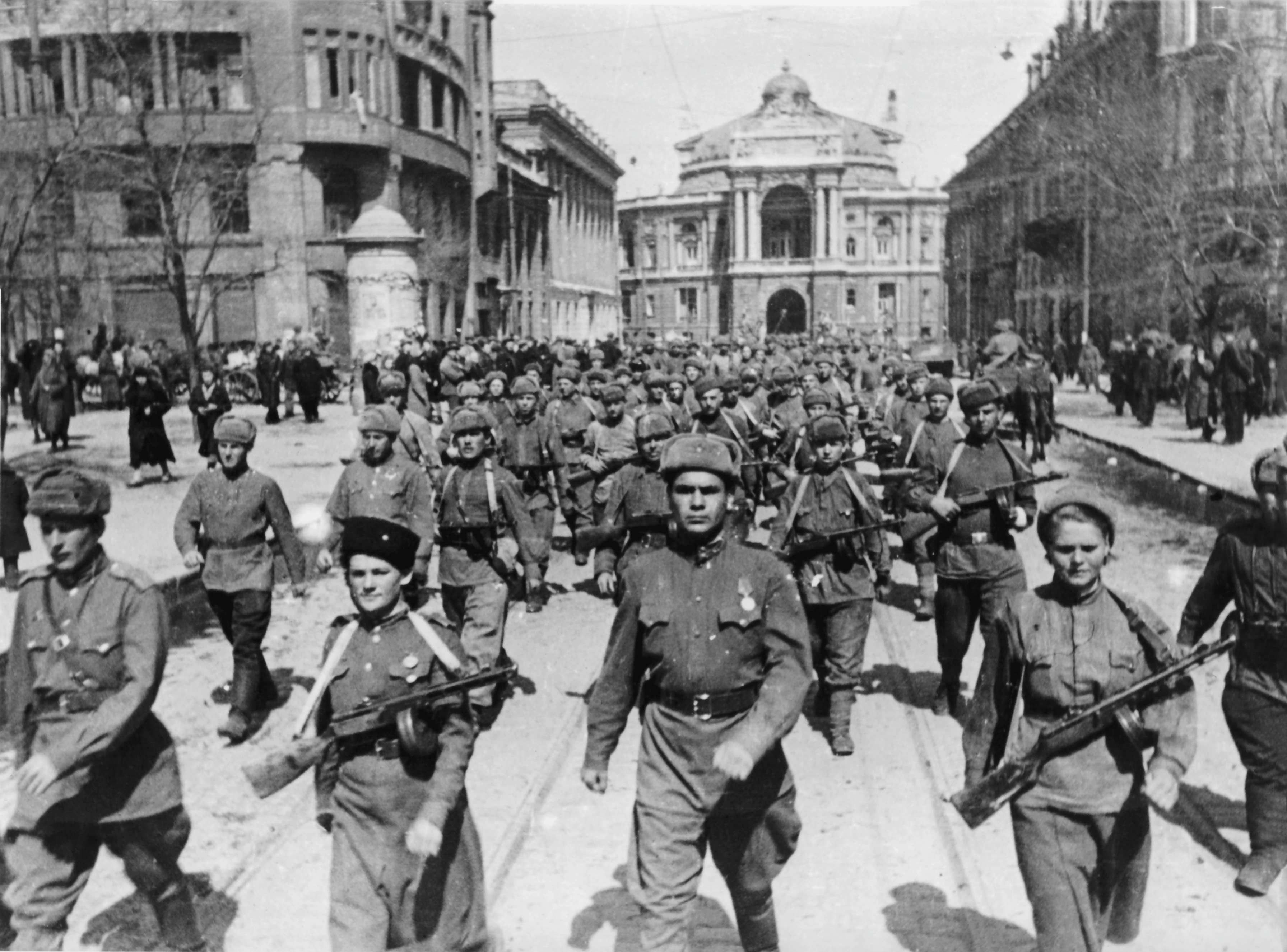
I soldati sovietici entrano a Odessa il 10 aprile 1944
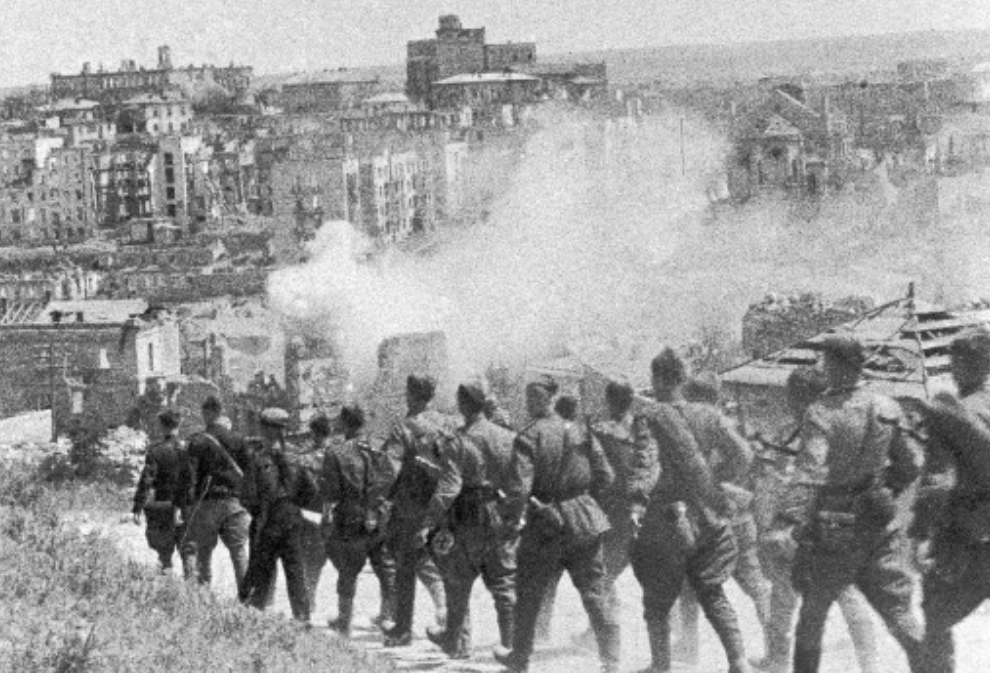
L'Armata Rossa libera Sebastopoli il 9 maggio 1944

4) L'offensiva Vyborg-Petrozavodsk contro la Finlandia, a partire dal 10 giugno 1944, che, nonostante l'accanita resistenza nemica, permise di sfondare le difese finlandesi in Carelia e minacciare la capitale Helsinki. Questa sconfitta costrinse la Finlandia ad uscire dalla guerra nel settembre 1944, concludendo un armistizio con l'Unione Sovietica.

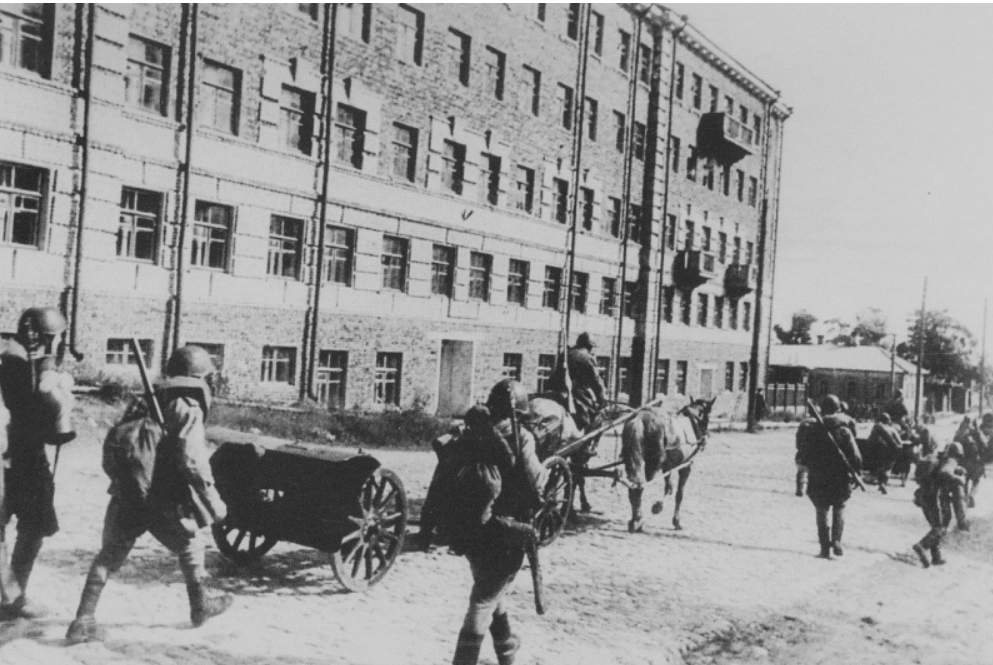
I soldati sovietici a Petrozavodsk

5) L'operazione Bagration dal 22 giugno 1944 alla fine di agosto 1944, con la distruzione del Gruppo d'armate Centro tedesco e la completa liberazione della Bielorussia. Questa grande vittoria permise anche all'Armata Rossa di raggiungere i Paesi Baltici, e, in connessione con la quasi contemporanea offensiva Lublino-Brest guidata dal maresciallo Konstantin Rokossovskij, arrivare in Polonia fino alla porte di Varsavia ed a Lublino, dove Stalin poté installare una struttura di governo polacca comunista favorevole all'Unione Sovietica. L'Armata Rossa non fu in grado, anche per decisione politica di Stalin, di arrivare a Varsavia per portare aiuto alla rivolta dell'Armia Krajowa.

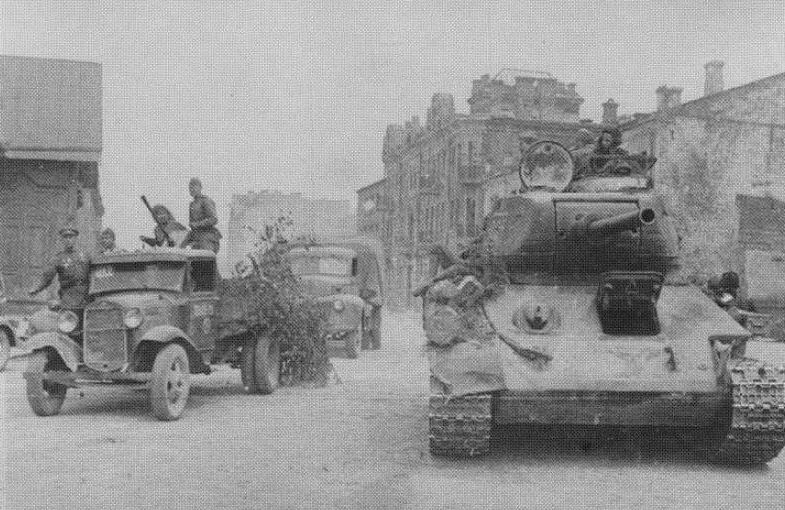
I carri armati sovietici a Minsk il 3 luglio 1944
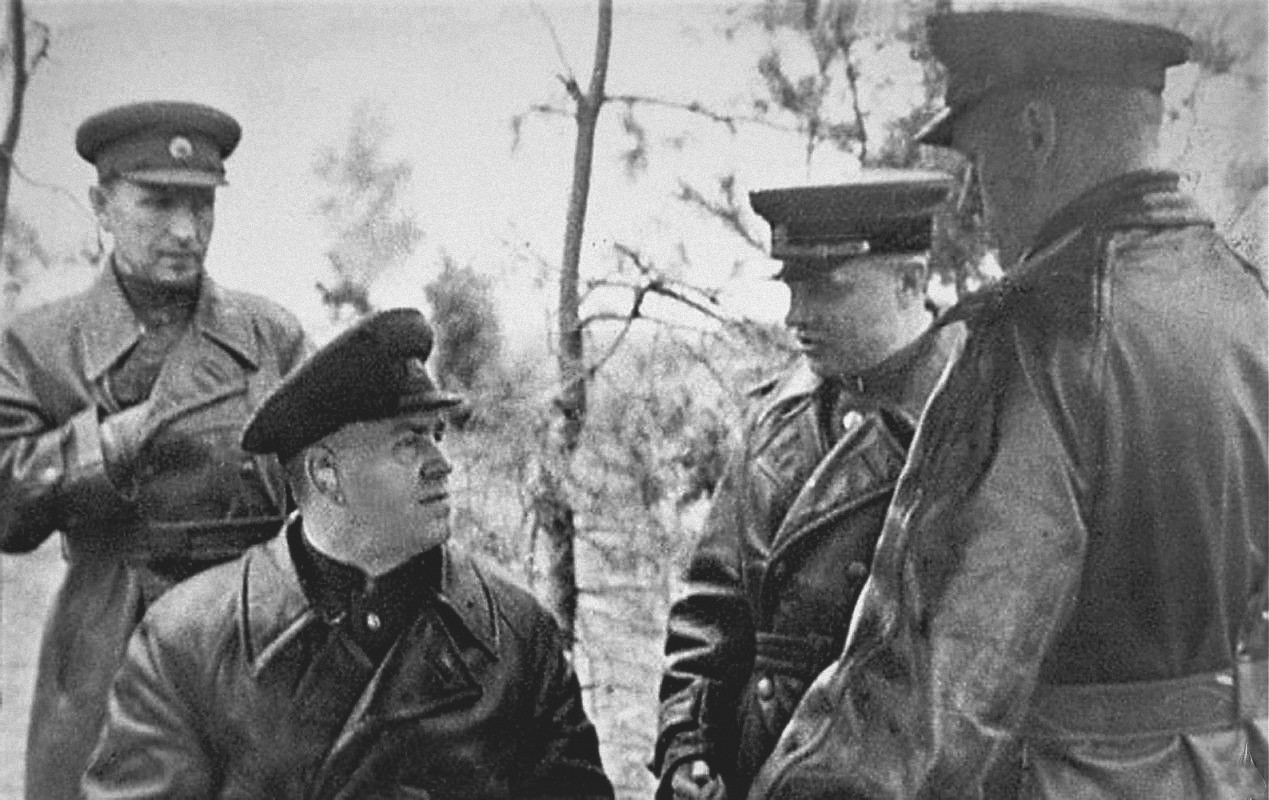
Il maresciallo Georgij Žukov (seduto) al posto di comando del 1º Fronte bielorusso; all'estrema destra di spalle il generale Konstantin Rokossovskij
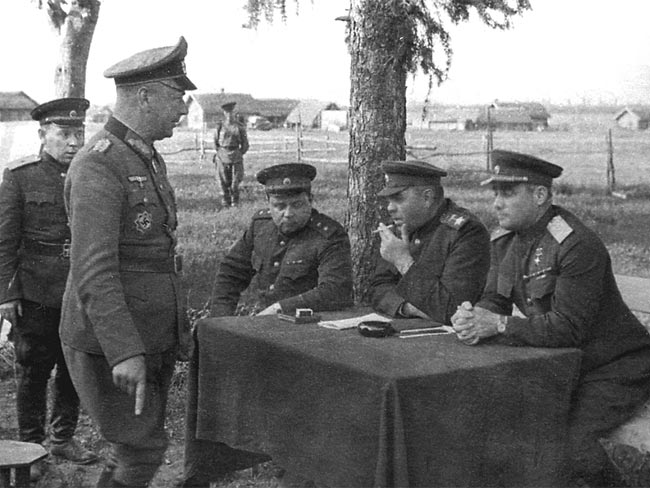
Il maresciallo Aleksandr Vasilevskij (seduto al centro, con la sigaretta in mano) e il generale Ivan Černjachovskij (seduto a destra nella foto), interrogano ufficiali tedeschi caduti prigionieri
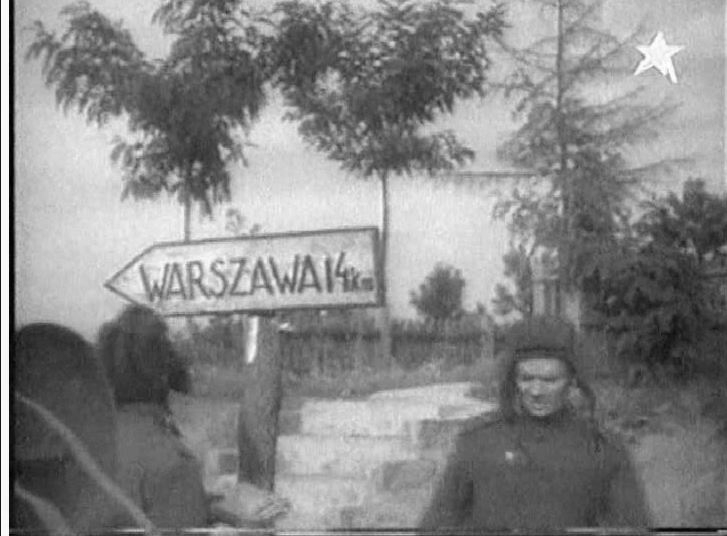
Carristi sovietici alle porte di Varsavia il 30 luglio 1944

6) L'offensiva Leopoli-Sandomierz delle armate del maresciallo Konev che, a partire dal 13 luglio 1944, permise ai sovietici di liberare, dopo violenti combattimenti tra mezzi corazzati, la grande città ucraina di Leopoli (27 luglio), e di proseguire verso la Polonia fino a raggiungere la linea della Vistola, costituendo preziose teste di ponte sul fiume a Sandomierz, essenziali per la successiva offensiva del gennaio 1945 fino al cuore della Germania nazista.

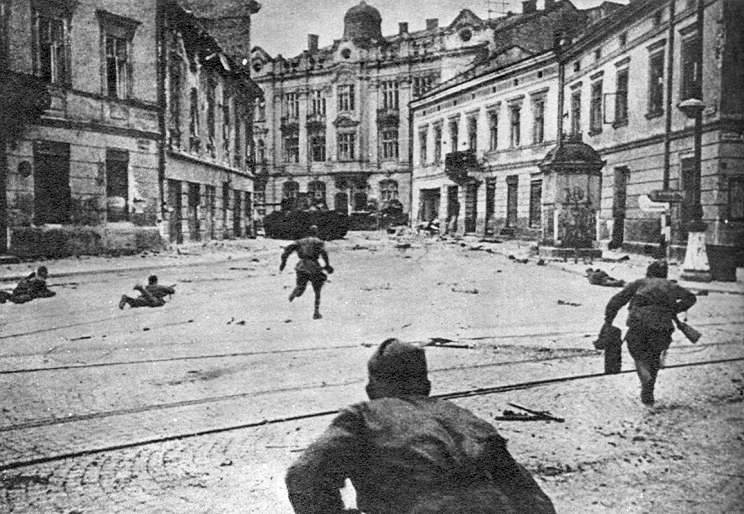
Combattimenti nel centro di Leopoli
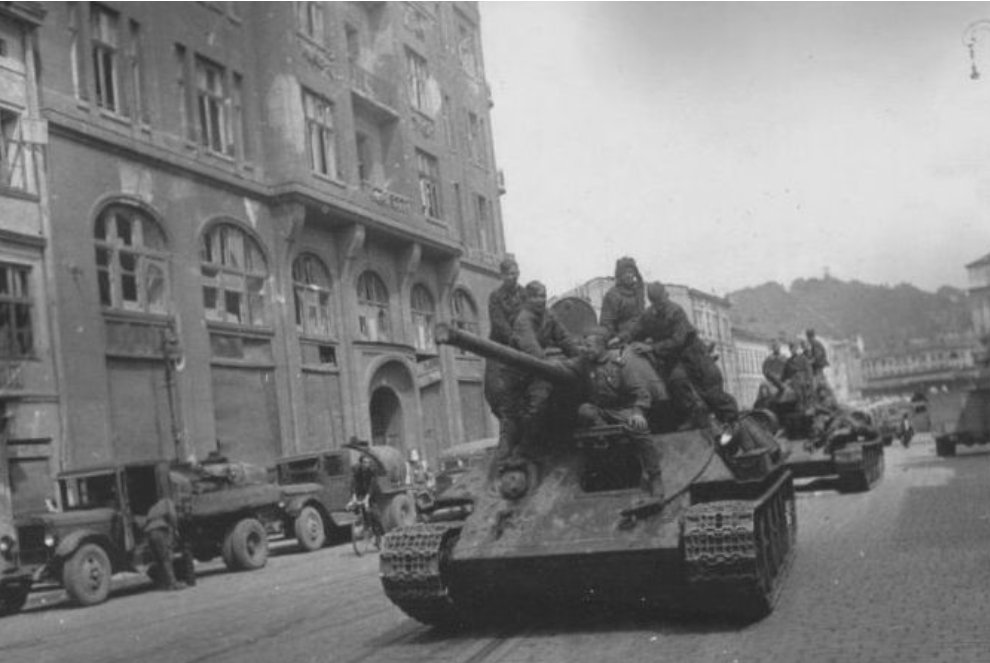
Carri armati sovietici a Leopoli

7) L'offensiva Jasi-Kisinev dal 20 agosto 1944 delle forze dei generali Malinovskij e Tolbuchin contro l'esercito tedesco-rumeno schierato a protezione della Romania. In pochi giorni i sovietici accerchiarono gran parte delle truppe nemiche, provocando il cambio di regime in Romania con la destituzione del maresciallo Ion Antonescu e la dichiarazione di guerra rumena alla Germania. L'Armata Rossa entrò facilmente a Bucarest il 31 agosto e, con il concorso dell'esercito rumeno, poté proseguire fino in Bulgaria, che a sua volta abbandonò l'alleanza con la Germania, e ai confini dell'Ungheria e della Jugoslavia.

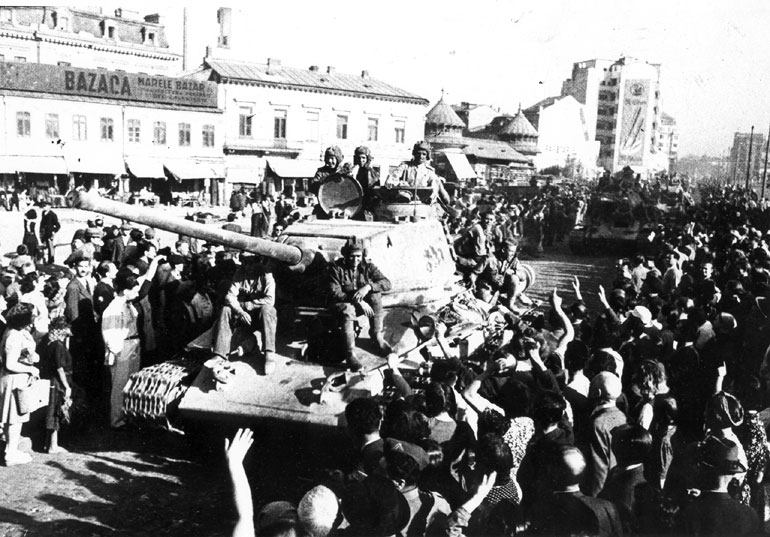
L'Armata Rossa entra a Bucarest
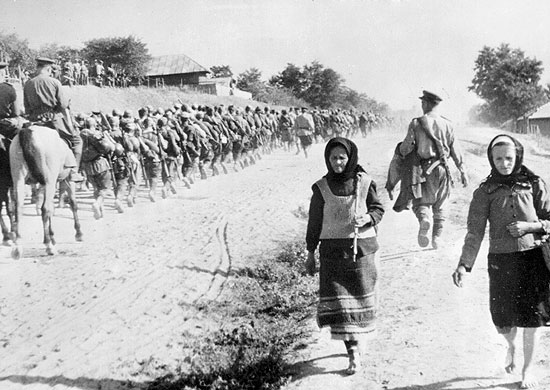
Soodati sovietici in marcia in Moldavia

8) Il 14 settembre 1944 ebbe inizio la difficile offensiva del Baltico che continuò molto accanita fino alla fine di novembre; i sovietici entrarono a Riga il 13 ottobre, ma i combattimenti non terminarono; la Wehrmacht riuscì a costituire una testa di ponte in Curlandia dove sarebbe rimasta fino alla fine della guerra mentre l'Armata Rossa riuscì a rioccupare l'Estonia, la Lituania e buona parte della Lettonia.

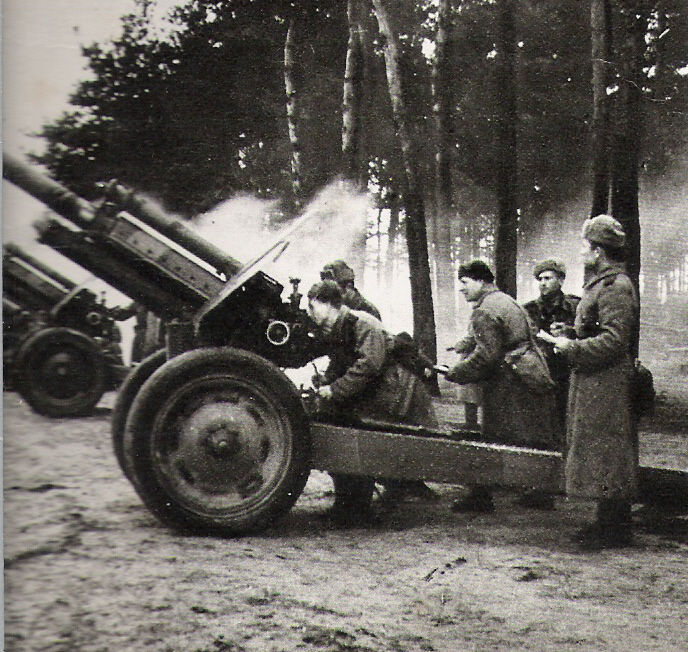
Artiglieria sovietica in azione durante l'offensiva del Baltico
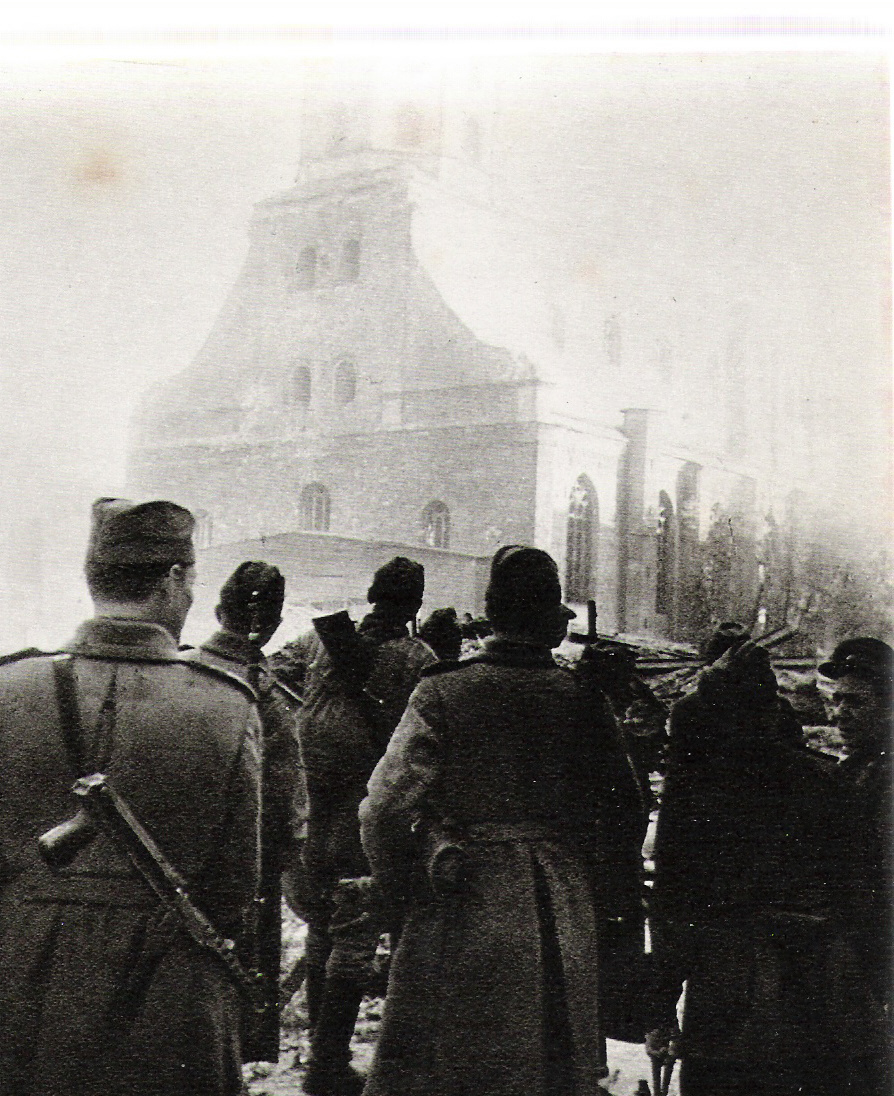
Le truppe sovietiche entrano a Riga

9) In autunno l'Armata Rossa iniziò grandi operazioni offensive nei Balcani, nei Carpazi slovacchi, e nella pianura ungherese, incontrando l'aspra resistenza delle riserve corazzate tedesche; dopo scontri dall'esito alterno, il 29 ottobre ebbe inizio la difficile battaglia di Budapest che sarebbe continuata fino alla caduta della città per mano delle armate del generale Malinovskij a febbraio 1945. Contemporaneamente le forze meccanizzate del generale Tolbuchin furono impegnate nella offensiva di Belgrado che si concluse con pieno successo con la liberazione della città il 20 ottobre 1944 e il congiungimento delle truppe sovietiche con i partigiani jugoslavi dell'Esercito popolare di liberazione.

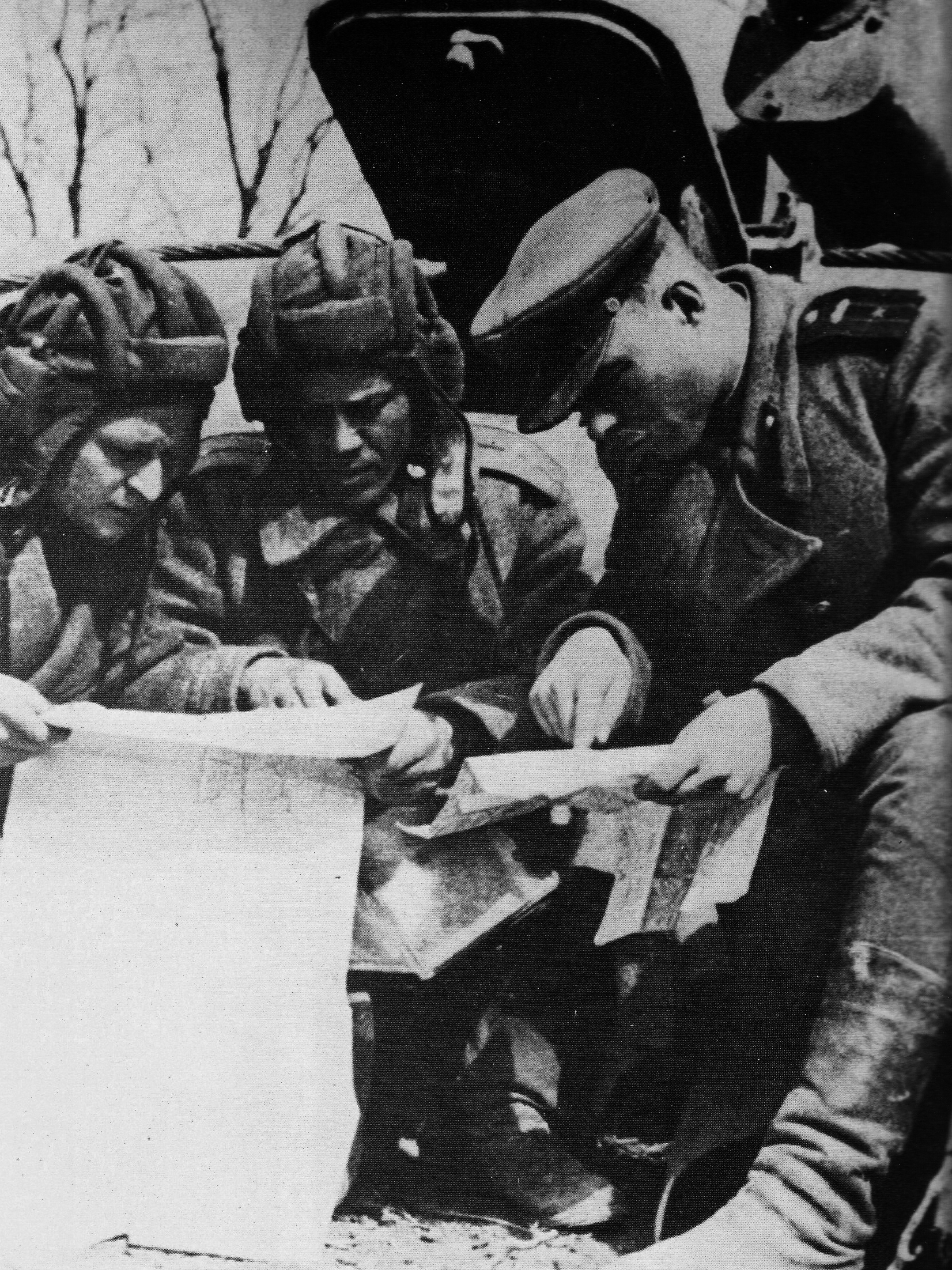
Carristi sovietici durante la battaglia in Ungheria
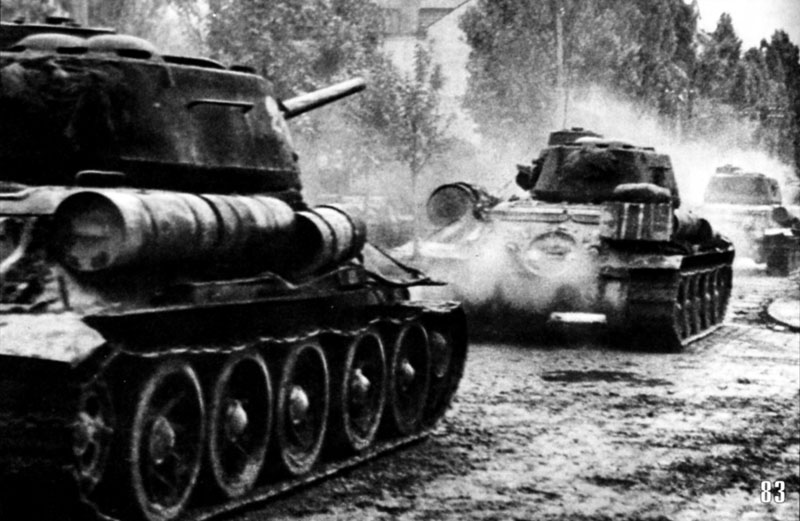
Carri armati sovietici avanzano verso Belgrado
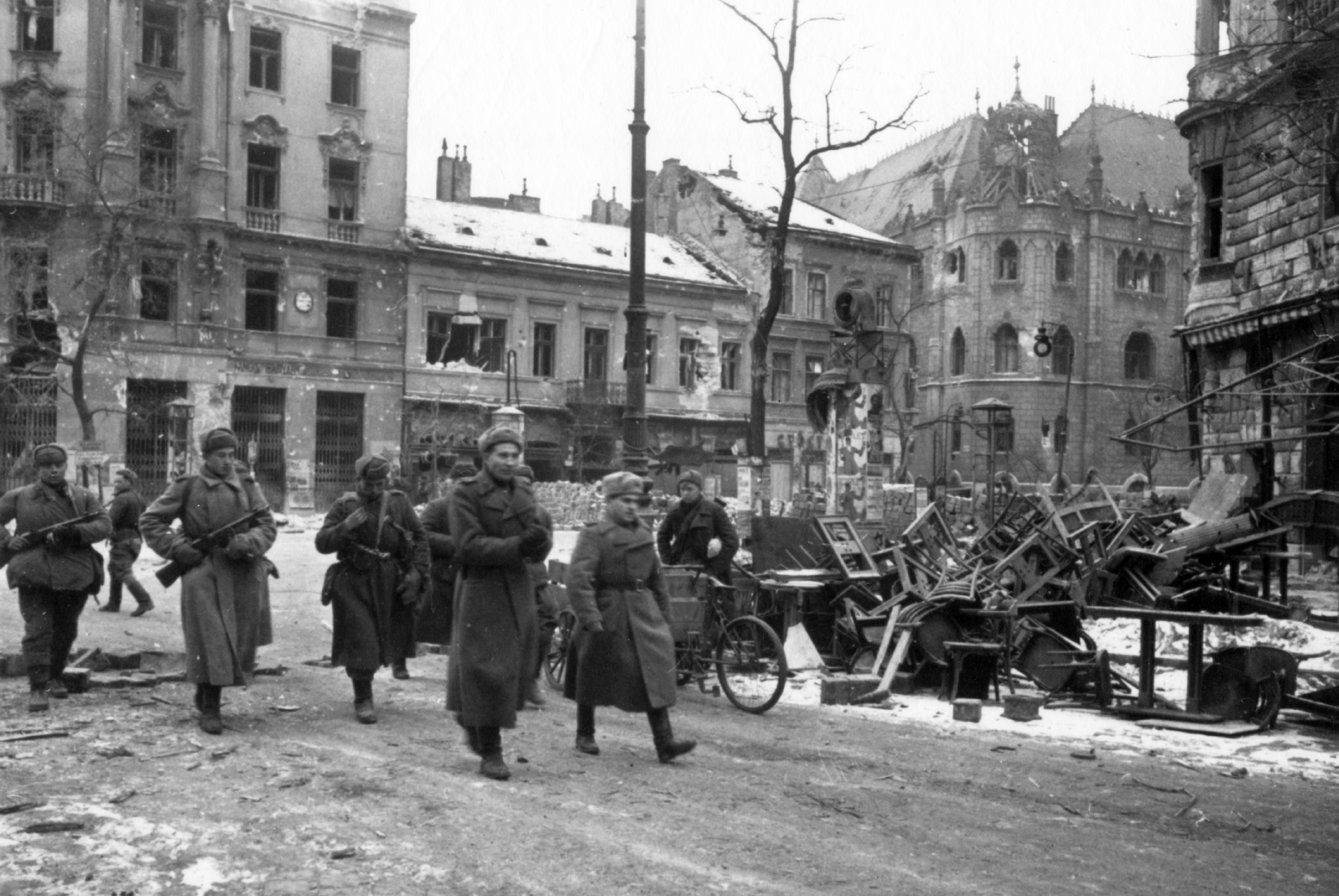
Soldati dell'Armata Rossa a Budapest

10) L'offensiva di Petsamo-Kirkenes, dal 7 ottobre 1944, nell'estremo nord del Fronte orientale; i sovietici in questa regione inospitale riuscirono a occupare Petsamo e avanzarono fino alla Norvegia settentrionale, costringendo alla ritirata le truppe tedesche.

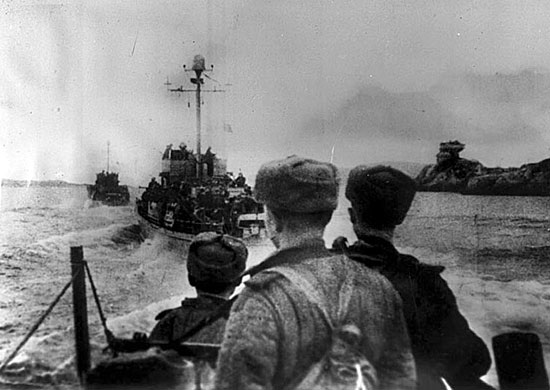
Truppe da sbarco sovietiche dirette a Kirkenes

### Bilancio e conclusione
Nel 1944 l'Armata Rossa ottenne una serie impressionante di vittorie in tutti i settori del grande Fronte orientale, indebolendo in modo irreversibile la forza della Wehrmacht e dando modo a Stalin di esaltare il ruolo dell'Unione Sovietica e rafforzare la sua forza negoziale con i suoi alleati occidentali, ma si trattò quasi sempre di vittorie raggiunte a caro prezzo dopo combattimenti prolungati e logoranti. I sovietici subirono sempre perdite molto elevate per ottenere i loro brillanti successi. La Wehrmacht in particolare si batté nel 1944 con grande tenacia in Polonia, nel settore di Varsavia, nei Paesi Baltici, in Ungheria e anche nelle vie di accesso alla Prussia orientale. 
Le pesanti sconiftte sul Fronte orientale e il contemporaneo crollo sul Fronte occidentale dopo lo sbarco alleato in Normandia, resero senza speranza la situazione della Germania nazista, ma al fronte i soldati tedeschi continuarono a battersi con disciplina e coraggio soprattutto contro i sovietici; la resistenza della Wehrmacht, che progressivamente si indebolì contro gli Alleati occidentali sul Fronte occidentale, si accentuò invece contro l'Armata Rossa per proteggere il suolo nazionale dalla temuta invasione sovietica. L'Armata Rossa dovette aprirsi la strada fino a Berlino e a Vienna a prezzo di molta fatica e molte perdite.